# Список заповідних територій Болгарії
Це список заповідних територій Болгарії, який включає 3 національні парки, 11 природних парків і 55 природних заповідників. Національну політику управління та управління природоохоронними територіями здійснює Міністерство навколишнього середовища та водних ресурсів. Першим природним парком у Болгарії та на Балканському півострові є природний парк Вітоша, заснований у 1934 році. Усі національно охоронювані території Болгарії також є частиною мережі охоронюваних природних територій Natura 2000 на території Європейського Союзу. Болгарія має одні з найбільших територій Natura 2000 в Європейському Союзі, які охоплюють 33,8% її території.
- Синім Оголошено ЮНЕСКО Об’єктом світової спадщини, частиною об’єкта Всесвітньої спадщини або містить такий об’єкт.
- Жовтим Оголошено біосферним заповідником ЮНЕСКО або містить такий заповідник.
- Рожевим Оголошено одночасно ЮНЕСКО Об’єктом всесвітньої спадщини (або частиною об’єкта всесвітньої спадщини або містить такий об’єкт) і Біосферним заповідником ЮНЕСКО або містить такий заповідник.

- Парки та заповідники, виділені курсивом, входять до 200 екорегіонів світу.

## Національні парки
| Назва              | Фото | Площа км2 | Встановлено | Місцезнаходження                                                                                          |
| ------------------ | ---- | --------- | ----------- | --- |
| Центральний Балкан |      | 716,69    | 1991        | |
| Пирин              |      | 403,56    | 1962        | Список заповідних територій Болгарії. Карта розташування: Болгарія · Список заповідних територій Болгарії |
| Рила               |      | 810,46    | 1992        | Список заповідних територій Болгарії. Карта розташування: Болгарія · Список заповідних територій Болгарії |

## Природні парки
| Ім'я                              | Фото | Площа 2 | Встановлено | Місцезнаходження                                                                                          |
| --------------------------------- | ---- | ------- | ----------- | --- |
| Беласицький природний парк        |      | 117,32  | 2007        | Список заповідних територій Болгарії. Карта розташування: Болгарія · Список заповідних територій Болгарії |
| Болгарка                          |      | 217,72  | 2002        | Список заповідних територій Болгарії. Карта розташування: Болгарія · Список заповідних територій Болгарії |
| Золоті Піски                      |      | 13,20   | 1947        | Список заповідних територій Болгарії. Карта розташування: Болгарія · Список заповідних територій Болгарії |
| Природний парк Персіна            |      | 217,62  | 2000        | Список заповідних територій Болгарії. Карта розташування: Болгарія · Список заповідних територій Болгарії |
| Рильський монастир                |      | 252,53  | 2000        | Список заповідних територій Болгарії. Карта розташування: Болгарія · Список заповідних територій Болгарії |
| Русенський Лом                    |      | 32,60   | 1970        | Список заповідних територій Болгарії. Карта розташування: Болгарія · Список заповідних територій Болгарії |
| Природний парк Сині Камені        |      | 113,80  | 1980        | Список заповідних територій Болгарії. Карта розташування: Болгарія · Список заповідних територій Болгарії |
| Природний парк «Шуменське плато»  |      | 39,3    | 1980        | Список заповідних територій Болгарії. Карта розташування: Болгарія · Список заповідних територій Болгарії |
| Природний парк Странджа           |      | 1161,00 | 1995        | Список заповідних територій Болгарії. Карта розташування: Болгарія · Список заповідних територій Болгарії |
| Природний парк Вітоша             |      | 270,79  | 1934        | Список заповідних територій Болгарії. Карта розташування: Болгарія · Список заповідних територій Болгарії |
| Природний парк Врачанський Балкан |      | 288,44  | 1989        | Список заповідних територій Болгарії. Карта розташування: Болгарія · Список заповідних територій Болгарії |

## Заповідники
| Назва                            | Фото | Площа 2           | Встановлено | Місцезнаходження                                                                                          |
| -------------------------------- | ---- | ----------------- | ----------- | --- |
| Алі Ботуш                        |      | 11,86             | 1951        | Список заповідних територій Болгарії. Карта розташування: Болгарія · Список заповідних територій Болгарії |
| Атанасівське озеро               |      | 10,32             | 1980        | Список заповідних територій Болгарії. Карта розташування: Болгарія · Список заповідних територій Болгарії |
| Баюві дупки–Джинджиріца          |      | 28,73             | 1934        | Список заповідних територій Болгарії. Карта розташування: Болгарія · Список заповідних територій Болгарії |
| Заповідник Беглика               |      | 14,61             | 1960        | Список заповідних територій Болгарії. Карта розташування: Болгарія · Список заповідних територій Болгарії |
| Заповідник Белий Лом             |      | 7,75              | 1980        | Список заповідних територій Болгарії. Карта розташування: Болгарія · Список заповідних територій Болгарії |
| Бистришко-браниште               |      | 10,61 кмsup2/sup  | 1934        | Список заповідних територій Болгарії. Карта розташування: Болгарія · Список заповідних територій Болгарії |
| Заповідник Боатін                |      | 15,97 кмsup2/sup  | 1948        | Список заповідних територій Болгарії. Карта розташування: Болгарія · Список заповідних територій Болгарії |
| Заповідник Букака                |      | 0,62              | 1980        | Список заповідних територій Болгарії. Карта розташування: Болгарія · Список заповідних територій Болгарії |
| Заповідник Бела Крава            |      | 0,93              | 1968        | Список заповідних територій Болгарії. Карта розташування: Болгарія · Список заповідних територій Болгарії |
| Червената стена                  |      | 123,94 кмsup2/sup |             | Список заповідних територій Болгарії. Карта розташування: Болгарія · Список заповідних територій Болгарії |
| Чупрене                          |      | 123,94 кмsup2/sup |             | Список заповідних територій Болгарії. Карта розташування: Болгарія · Список заповідних територій Болгарії |
| Центральний Рильський заповідник |      | 123,94 кмsup2/sup | 1992        | Список заповідних територій Болгарії. Карта розташування: Болгарія · Список заповідних територій Болгарії |
| Заповідник Дупката               |      | 12,10             | 1951        | Список заповідних територій Болгарії. Карта розташування: Болгарія · Список заповідних територій Болгарії |
| Джендема                         |      | 42,2 кмsup2/sup   | 1953        | Список заповідних територій Болгарії. Карта розташування: Болгарія · Список заповідних територій Болгарії |
| Заповідник Єленова гора          |      | 0,53              | 1961        | Список заповідних територій Болгарії. Карта розташування: Болгарія · Список заповідних територій Болгарії |
| Заповідник Гірна Корія           |      | 1,61 кмsup2/sup   | 1968        | Список заповідних територій Болгарії. Карта розташування: Болгарія · Список заповідних територій Болгарії |
| Заповідник Горна Топчія          |      | 1,64 кмsup2/sup   | 1951        | Список заповідних територій Болгарії. Карта розташування: Болгарія · Список заповідних територій Болгарії |
| Ібарський заповідник             |      | 22,48 кмsup2/sup  | 1985        | Список заповідних територій Болгарії. Карта розташування: Болгарія · Список заповідних територій Болгарії |
| Камчия                           |      | 8,50 кмsup2/sup   | 1951        | Список заповідних територій Болгарії. Карта розташування: Болгарія · Список заповідних територій Болгарії |
| Каменщицький заповідник          |      | 10,16             | 1984        | Список заповідних територій Болгарії. Карта розташування: Болгарія · Список заповідних територій Болгарії |
| Каліакра                         |      | 7,13              | 1941        | Список заповідних територій Болгарії. Карта розташування: Болгарія · Список заповідних територій Болгарії |
| Заповідник Казаніте              |      | 1,61 кмsup2/sup   | 1983        | Список заповідних територій Болгарії. Карта розташування: Болгарія · Список заповідних територій Болгарії |
| Заповідник Козя Стена            |      | 9,04 кмsup2/sup   | 1987        | Список заповідних територій Болгарії. Карта розташування: Болгарія · Список заповідних територій Болгарії |
| Заповідник Конгура               |      | 13,10             | 1988        | Список заповідних територій Болгарії. Карта розташування: Болгарія · Список заповідних територій Болгарії |
| Заповідник Мантаріца             |      | 10,68 кмsup2/sup  | 1968        | Список заповідних територій Болгарії. Карта розташування: Болгарія · Список заповідних територій Болгарії |
| Заповідник Ореляк                |      | 7,58              | 1985        | Список заповідних територій Болгарії. Карта розташування: Болгарія · Список заповідних територій Болгарії |
| Заповідник Парангалиця           |      | 15,09             | 1933        | Список заповідних територій Болгарії. Карта розташування: Болгарія · Список заповідних територій Болгарії |
| Заповідник Пеешті Скалі          |      | 14,65 кмsup2/sup  | 1979        | Список заповідних територій Болгарії. Карта розташування: Болгарія · Список заповідних територій Болгарії |
| Пода                             |      | 1,01 кмsup2/sup   | 1989        | Список заповідних територій Болгарії. Карта розташування: Болгарія · Список заповідних територій Болгарії |
| Заповідник Ропотамо              |      | 10,00             | 1940        | Список заповідних територій Болгарії. Карта розташування: Болгарія · Список заповідних територій Болгарії |
| Заповідник Північний Джендем     |      | 16,10             | 1983        | Список заповідних територій Болгарії. Карта розташування: Болгарія · Список заповідних територій Болгарії |
| Заказник Сількосія               |      | 3,89              | 1931        | Список заповідних територій Болгарії. Карта розташування: Болгарія · Список заповідних територій Болгарії |
| Заповідник Скакавиця             |      | 0,70              | 1968        | Список заповідних територій Болгарії. Карта розташування: Болгарія · Список заповідних територій Болгарії |
| Заповідник Сокольна              |      | 12,50             | 1979        | Список заповідних територій Болгарії. Карта розташування: Болгарія · Список заповідних територій Болгарії |
| Сребарна                         |      | 8,72              | 1948        | Список заповідних територій Болгарії. Карта розташування: Болгарія · Список заповідних територій Болгарії |
| Заказник Середока                |      | 6,07              | 1989        | Список заповідних територій Болгарії. Карта розташування: Болгарія · Список заповідних територій Болгарії |
| Заповідник Стара Река            |      | 19,74             | 1981        | Список заповідних територій Болгарії. Карта розташування: Болгарія · Список заповідних територій Болгарії |
| Заповідник Стенето               |      | 35,78             | 1979        | Список заповідних територій Болгарії. Карта розташування: Болгарія · Список заповідних територій Болгарії |
| Тисата                           |      | 5,74              | 1949        | Список заповідних територій Болгарії. Карта розташування: Болгарія · Список заповідних територій Болгарії |
| Заповідник Тисовиця              |      | 7,49              | 1990        | Список заповідних територій Болгарії. Карта розташування: Болгарія · Список заповідних територій Болгарії |
| Торфено-браниште\|               |      | 7,85              | 1935        | Список заповідних територій Болгарії. Карта розташування: Болгарія · Список заповідних територій Болгарії |
| Заповідник Царичина              |      | 34,18             | 1949        | Список заповідних територій Болгарії. Карта розташування: Болгарія · Список заповідних територій Болгарії |
| Усунгерен                        |      | 2,11              | 2005        | Список заповідних територій Болгарії. Карта розташування: Болгарія · Список заповідних територій Болгарії |
| Узунбоджак                       |      | 25,29             | 1956        | Список заповідних територій Болгарії. Карта розташування: Болгарія · Список заповідних територій Болгарії |
| Заповідник Валчі Дол             |      | 7.76 km2          | 1980        | Список заповідних територій Болгарії. Карта розташування: Болгарія · Список заповідних територій Болгарії |
| Заповідник Вітаново              |      | 11,12             | 1981        | Список заповідних територій Болгарії. Карта розташування: Болгарія · Список заповідних територій Болгарії |
| Заповідник Врачанський карст     |      | 14,38             | 1983        | Список заповідних територій Болгарії. Карта розташування: Болгарія · Список заповідних територій Болгарії |
| Юлен                             |      | 31,56             | 1994        | Список заповідних територій Болгарії. Карта розташування: Болгарія · Список заповідних територій Болгарії |

## Зовнішні посилання
- Реєстр заповідних територій і охоронних зон Болгарії
- Парки в Болгарії